# 京都府道255号山城青谷停車場線
京都府道255号山城青谷停車場線（きょうとふどう255ごう やましろあおだにていしゃじょうせん）は、京都府城陽市を通る一般府道である。

## 概要
JR西日本奈良線 山城青谷駅前から城陽市市辺に至る。

### 路線データ
- 起点：城陽市市辺（JR西日本奈良線 山城青谷駅前）
- 終点：城陽市市辺（市辺交差点、京都府道70号上狛城陽線交点）

## 地理

### 通過する自治体
- 城陽市

### 交差する道路
| 交差する道路           | 交差する場所 | 交差する場所      |
| ---------------------- | ------------ | ----------------- |
| 京都府道70号上狛城陽線 | 市辺         | 市辺交差点 / 終点 |

### 沿線
- JR西日本奈良線 山城青谷駅
- 青谷郵便局
- 青谷駅前梅の里ショッパーズ
- 京都中央信用金庫 青谷支店
- 青谷梅林